# Haloragals
Haloragals és un tàxon de dicotiledònies i és el nom botànic d'un ordre de plantes amb flors que va ser utilitzat pel sistema de classificació de Cronquist i abandonat en els sistemes de classificació actuals (com l'APG 1998; el seu successor APG II 2003; i el més actualitzat APW).

## Taxonomia
En el sistema de classificació de Cronquist, de 1981, l'ordre pertanyia a la subclasse Rosidae i era composta per dues famílies:
- Haloragaceae (la majoria de les espècies, 9 gèneres, (inclou Myriophyllum) avui en dia en l'ordre Saxifragals)
- Gunneraceae (només un gènere, sud-americà, Gunnera, avui en dia en l'ordre Gunnerales, una ordre basal de eudicotiledònies)

Actualment (APG, APG II, APW) l'ordre ja no s'utilitza.

## Característiques
Herbàcies. Periant reduït o nul, estilets lliures; llavors amb endosperma. Fruits indehiscents. Hermafrodites i unisexuades. Ovari infernal amb diversos lòculs; amb un òvul per lòcul. La majoria aquàtiques o relacionades amb medis molt humits. Hidrofília i anemofilia secundària.